# Vuelo 773 de Corendon Airlines
El vuelo 773 de Corendon Airlines fue un accidente ocurrido el 14 de octubre de 2012 en un avión que realizaba un vuelo regular desde el Aeropuerto de Antalya al Aeropuerto de Trondheim, que durante el momento de retroceso en el aeropuerto de Antalya, experimentó la presencia de fuego y humo en la cabina de vuelo. Se llevó a cabo una evacuación de emergencia, de la que resultaron 27 heridos, dos de ellos de gravedad.

## Avión
El avión era un reactor bimotor civil Boeing 737-8KN, en vuelo regular de la transportista aérea turca Corendon Airlines al aeropuerto de Trondheim, con registro TC-TJK.
Fue producida por la planta de aeronaves estadounidense "Boeing" en los Estados Unidos como Boeing 737-800 y estaba en servicio desde 2009, es decir, durante tres años y seis meses.

## Pasajeros y tripulantes
El avión transportaba a 189 pasajeros y siete tripulantes, desde Antalya, a la población de Trondheim en el país escandinavo de Noruega, en vuelo regular de pasajeros.
En el accidente resultaron heridos veintisiete de las 196 personas que viajaban a bordo, resultando dos de ellas, heridas de diversa consideración.

## Accidente
El Boeing 737-800 se encontraba efectuando el retroceso en el Aeropuerto de Antalya para un vuelo regular de pasajeros a Trondheim, en Noruega. Eran en torno a las 4:00, hora local, mientras se encontraba en dicha fase, cuando se notificó la presencia de humo y fuego en la cabina del avión, por ello, se llevó a cabo una evacuación de emergencia en la plataforma del aeropuerto.

## Investigación
En la actualidad se está llevando a cabo la investigación del accidente.